# Sauleia monticola
Sauleia monticola är en stekelart som beskrevs av Sugonjaev 1964. Sauleia monticola ingår i släktet Sauleia och familjen sköldlussteklar.
Artens utbredningsområde är Kazakstan. Inga underarter finns listade i Catalogue of Life.